# Apteroteleutias
Apteroteleutias is een geslacht van rechtvleugeligen uit de familie sabelsprinkhanen (Tettigoniidae). De wetenschappelijke naam van dit geslacht is voor het eerst geldig gepubliceerd in 1962 door Beier.

## Soorten
Het geslacht Apteroteleutias  is monotypisch en omvat slechts de volgende soort:
- Apteroteleutias amoenus (Beier, 1962)